# Para Sempre (telenovela)
Para Sempre é uma telenovela portuguesa, realizada e produzida pela Plural Entertainment, transmitida pela TVI de 8 de novembro de 2021 a 25 de agosto de 2023, substituindo semanas depois Amar Demais. Sem substituta, a faixa ficou interrompida até à estreia de A Protegida.
Foi idealizada e escrita pelos autores André Ramalho, Juan Barros e Inês Melo, realizada por Francisco Antunez, João Gomes e Ricardo Carreira e com direção artista de Hugo de Sousa. A novela foi gravada em Braga, Lisboa e no Soajo.
A novela é protagonizada
Diogo Morgado, Inês Castel-Branco e Pedro Sousa.

## Sinopse
Pedro Valente (Diogo Morgado) é um homem enigmático com um único objetivo: reconquistar Clara Sampaio de Menezes (Inês Castel-Branco), o seu amor de juventude. As origens e a família de Pedro são desconhecidas. 
Pedro foi criado por Elias (António Capelo), um jovem padre que o encontrou numa igreja. Elias queria descobrir porque ele foi abandonado e descobriu mas guardou segredo pois achava que era melhor para a criança. 
Clara é uma rapariga com um estatuto social diferente de Pedro. Ela nasceu no meio de uma família conservadora da velha nobreza minhota que sempre tiveram uma propriedade importante na Serra da Peneda. Bento Sampaio de Menezes (Luís Esparteiro), o pai de Clara, opôs-se ao namoro. Para provar à filha que Pedro não era homem digno para ela, decidiu montar uma armadilha que se revelaria fatal. Bento provocou uma rixa entre Pedro e um colega na obra cívil em que trabalhava, o que provocou a morte do colega. Sem soluções, Pedro acabou por fugir sem dar qualquer explicação a Clara que ficou despedaçada. 
Clara regressou à terra natal, que guardava no coração, longe de Lisboa e de toda aquela tragédia, tentando renascer nas belas paisagens da Serra. Tornou-se professora primária na bonita vila do Soajo, onde se sente mais viva do que nunca, entre a autenticidade da gente local.
Já Pedro, parece ter hoje todo o dinheiro do mundo para ser feliz, mas depois de se ter afastado de Clara, isso tornou-se numa miragem inalcançável. Os milhões que ganha nunca foram suficientes para encontrar uma pista que o levasse à família que o abandonou. Tudo muda quando encontra um elemento que o liga à cidade de Braga. O padre Elias fica alarmado e ruma a Norte com ele, mas na busca pela razão do seu abandono, acontece o impensável e Pedro tropeça no seu amor de juventude. Só que, por ironia do destino, Clara está noiva de alguém muito mais próximo de Pedro do que ele próprio imagina – o seu irmão, Lourenço Novais (Pedro Sousa). A família é dona de uma rede de clínicas privadas na região de Braga, negócio esse gerido pela mãe dos dois, Antónia Novais (Marina Mota). Para se aproximar de Clara e a separar de Lourenço, Pedro arma uma teia para investir nas clínicas. Aproveita-se do vício secreto de jogo do irmão para o fragilizar, salvando-o aos olhos de todos de uma cobrança perigosa de agiotas. Pedro é agora o herói do momento, o que torna ainda mais difícil para Clara afastar o seu antigo namorado e ignorar o amor que ainda sente por ele.
A perseguição de Pedro aumenta cada vez mais, cercando Lourenço e Antónia, chegando a um limite que faz com que o padre Elias tenha que intervir. Este, antevendo o pior, conta-lhe que Antónia é a sua mãe, pensando que assim ele não fará mal à própria família. O choque da descoberta é tremendo e tudo o que Pedro mais quer é perceber a razão do seu abandono. Mas, na sua busca cega irá esconder os verdadeiros motivos de Clara, podendo mesmo acabar por perdê-la. Pedro terá, assim, que escolher entre a mulher que ama e a sua própria identidade. Mas como é que se pode amar alguém se não sabemos quem somos? 

## Elenco
| Ator/Atriz         | Personagem                     |
| ------------------ | ------------------------------ |
| Diogo Morgado      | Vasco Lampreia / Pedro Valente |
| Inês Castel-Branco | Clara Sampaio de Menezes       |
| Pedro Sousa        | Lourenço Lampreia Novais       |
| Maya Booth         | Magda Ruela                    |
| Sara Prata         | Beatriz Madureira Peixoto      |
| Paulo Pires        | António José "Tozé" Peixoto    |
| Ana Nave           | Delfina Ribeiro                |
| Sofia Grillo       | Felícia Barros Proença         |
| Patrícia Tavares   | Maria das Dores Parracho       |
| Rui Melo           | Alcino Parracho                |
| Mafalda Marafusta  | Tânia Carina Ribeiro           |
| Inês Aires Pereira | Alice Barros                   |
| Susana Mendes      | Anabela Simões Peixoto         |
| Fernando Pires     | Rafael «Rafa» Saraiva          |
| Pedro Almendra     | César Proença                  |
| Matilde Breyner    | Sara Garrido / Eva Caldeira    |
| Rodrigo Tomás      | Romeu Fonseca                  |
| Ricardo Sá         | Rui Carlos «Ruca» Simões       |
| Sílvia Chiola      | Joana Lampreia Novais          |
| Carmen Santos      | Natália Lampreia               |
| Madalena Aragão    | Diana Madureira Peixoto        |
| João Gouveia       | Luís Manuel Parracho «Girafa»  |
| Beatriz Frazão     | Mafalda Proença                |
| Gustavo Alves      | Gil Renato Simões Peixoto      |

### Atores convidados
| Ator/Atriz      | Personagem               |
| --------------- | ------------------------ |
| Marina Mota     | Antónia Lampreia Novais  |
| António Capelo  | Elias Batista            |
| Luís Esparteiro | Bento Sampaio de Menezes |

### Participação especial
| Ator/Atriz     | Personagem     |
| -------------- | -------------- |
| Ana Bustorff   | Fátima         |
| António Durães | Padre Antero   |
| Helena Isabel  | Nancy          |
| Sinde Filipe   | Tibério Novais |

### Elenco juvenil
| Ator/Atriz    | Personagem                         |
| ------------- | ---------------------------------- |
| Maria Marques | Patrícia Parracho                  |
| Matias Passos | Francisco «Kiko» Madureira Peixoto |
| Rafael Pinto  | Vicente Ruela                      |

### Elenco adicional
| Ator/Atriz          | Personagem          |
| ------------------- | ------------------- |
| Matilde Reymão      | Melissa             |
| Diana Nicolau       | Ângela              |
| Laura Galvão        | Raquel              |
| Tiago Costa         | Tristão Belém       |
| Rodrigo Soares      | Guru Tai Chi        |
| Ana Cloe            | Catarina Ruela      |
| Gonçalo Cabral      | Lúcio               |
| João Craveiro       | Alonso              |
| Rodrigo Trindade    | Jaime               |
| Rui André           | Nélson              |
| Ivo Bastos          | Antonino            |
| Joana Araújo        | Regina              |
| Teresa Faria        | Custódia            |
| Rui Luís Brás       | Xavier              |
| Estrela Novais      | Mãe de Xavier       |
| Maria D'Aires       | Lucinda             |
| Sofia Baessa        | Solange             |
| Bruno Bravo         | Telmo Garrido       |
| Miguel Bogalho      | Daniel              |
| Rodrigo Costa       | Pedro (criança)     |
| Rafael Ferreira     | Pedro (jovem)       |
| Madalena Pimentel   | Clara (jovem)       |
| Inês Costa          | Antónia (jovem)     |
| Nuno Casanovas      | Bento (jovem)       |
| Miguel Flor de Lima | Padre Elias (jovem) |

## Produção
- A novela teve o título provisório de "Para a Vida Toda",[4][5] porém, mais tarde, foi substituído pelo atual "Para Sempre".[6]
- Assim como A Impostora e Onde Está Elisa?, a novela estreia totalmente gravada.[7]
- As gravações começaram a 1 de fevereiro de 2021 e terminaram a 30 de setembro do mesmo ano.[8][9][10]
- Estreada no fim de 2021, permaneceu por 2 anos no ar, terminando em agosto de 2023.[11]

## Audiências
Na estreia, a 8 de novembro de 2021, Para Sempre marcou 10.1 de rating e 24.1% de share, com cerca de 960.400 espectadores, na liderança. No melhor momento, logo no início, a novela marcava 11.2/23.8%, sendo um dos resultados mais fracos de uma estreia da TVI.
No seu segundo episódio, Para Sempre marcou 9.2 de rating e 24.2% de share, com cerca de 869.800 espectadores, na vice-liderança. O pico de rating foi às 22h31 com 10.0 de rating e 942.500 espectadores. Já em share foi de 26.0% às 23h24.
No dia 12 de novembro, Para Sempre bateu recorde de share e marcou 9.8 de audiência média e 24.3% de share com 928.800 espectadores. O pico foi de 10.2 de rating com 966.400 espectadores.
No primeiro mês da telenovela, foi vista por em média de 780 mil espectadores.
Em 2022, Para Sempre foi vista por em média 572 mil espectadores.
Ao fim de 461 episódios exibidos, o episódio final de Para Sempre, a 25 de agosto de 2023, garantiu uma audiência de 7.0 com 19.8% de quota de mercado. Foram em média 669.900 espectadores que seguiram o desfecho da história. No melhor momento, o pico foi de 7.3/21.9%.
| Média | Média     | Episódios transmitidos | Rating | Share | Ref.   |
| ----- | --------- | ---------------------- | ------ | ----- | ------ |
| 2021  | Novembro  | 17                     | 8.2    | 21.7% | ...    |
| 2021  | Dezembro  | 21                     | 7.6    | 19.5% | ...    |
| 2022  | Janeiro   | 21                     | 7.4    | 20.6% | ...    |
| 2022  | Fevereiro | 19                     | 6.3    | 18.9% | ...    |
| 2022  | Março     | 23                     | 6.1    | 19.1% | ...    |
| 2022  | Abril     | 21                     | 6.1    | 18.2% | ...    |
| 2022  | Maio      | 17                     | 6.2    | 19.1% | [ 17 ] |
| 2022  | Junho     | 22                     | 6.5    | 19.2% | [ 18 ] |
| 2022  | Julho     | 21                     | 6.1    | 19.2% | [ 19 ] |
| 2022  | Agosto    | 23                     | 5.8    | 17.9% | [ 20 ] |
| 2022  | Setembro  | 22                     | 5.6    | 17.5% | [ 21 ] |
| 2022  | Outubro   | 21                     | 5.4    | 17.2% | ...    |
| 2022  | Novembro  | 22                     | 5.2    | 17.4% | ...    |
| 2022  | Dezembro  | 22                     | 5.0    | 17.2% | ...    |
| 2023  | Janeiro   | 22                     | 5.6    | 18.0% | ...    |
| 2023  | Fevereiro | 19                     | 5.0    | 17.0% | [ 22 ] |
| 2023  | Março     | 23                     | 4.7    | 16.8% | [ 23 ] |
| 2023  | Abril     | 20                     | 5.1    | 16.3% | [ 24 ] |
| 2023  | Maio      | 23                     | 4.7    | 15.4% | ...    |
| 2023  | Junho     | 22                     | 5.1    | 15.9% | [ 25 ] |
| 2023  | Julho     | 21                     | 5.1    | 16.6% | [ 26 ] |
| 2023  | Agosto    | 19                     | 4.9    | 15.8% | [ 27 ] |
| Total | Total     | 461                    | 5.8    | 17.9% |        |

## Músicas
| Tema                        | Intérprete(s)                   | Notas            |
| --------------------------- | ------------------------------- | ---------------- |
| "Para Sempre"               | Tony Carreira                   | Tema de genérico |
| "O Tempo Vai Esperar"       | Os Quatro e Meia                | —                |
| "Infinito"                  | Tomás Adrião e Elisa            | —                |
| "Quase Dança"               | Cláudia Pascoal                 | —                |
| "O Tempo Passa"             | Virgul                          | —                |
| "Sou Como Sou"              | Ana Bacalhau                    | —                |
| "Frágil"                    | Aurea                           | —                |
| "Este Meu Jeito"            | Elisa                           | —                |
| "Deixa o Amor Vencer"       | André Amaro                     | —                |
| "Saia velhinha"             | Cristina Clara                  | —                |
| "Eu Gosto do Tomate Pelado" | Rosinha                         | —                |
| "Para Sempre"               | Diana Castro                    | —                |
| "Gosto de Ti"               | Paulo Sousa                     | —                |
| "Diz-me"                    | Tony Carreira                   | —                |
| "Oeste"                     | Valter Lobo                     | —                |
| "Incógnito"                 | Benjamim                        | —                |
| "A Qualquer Hora"           | Irma                            | —                |
| "Por Ti"                    | Tomás Meirelles e Marina Mauger | —                |
| "Vem"                       | Sebastião e Pipa                | —                |
| "Fica"                      | Domingues                       | —                |
| "Lugar"                     | Marta Carvalho                  | —                |
| "Vou-te Amar P'ra Sempre"   | Tony Carreira                   | —                |

## Controvérsia
A TVI foi criticada, em fevereiro de 2023, pelo ator Luís Esparteiro, e em abril de 2023, pelo colunista Duarte Faria, da revista Boa Onda, do Correio da Manhã, pela sua decisão de "esticar" a novela no tempo, tendo em conta que a mesma estreou em novembro de 2021. O colunista mencionou o facto de, pela altura em que escreveu sobre assunto, a TVI emitir apenas 12 minutos de Para Sempre por dia.

## Prémios e indicações
| Ano  | Prémio                  | Categoria         | Resultado | Ref.          |
| ---- | ----------------------- | ----------------- | --------- | ------------- |
| 2023 | Emmy Internacional 2023 | Melhor Telenovela | Indicado  | [ 29 ] [ 30 ] |